# Georges Chennevière
Pour les articles homonymes, voir Chennevière.
Léon Debille, dit Georges Chennevière, né le 22 mai 1884 à Paris où il est mort le 21 août 1927, est un poète et dramaturge français. 

## Biographie
Georges Chennevière fait ses études au lycée Condorcet à Paris où il rencontre Jules Romains avec lequel il fait partie des amis de L'Abbaye de Créteil à partir de 1905.
Il est l'un des principaux poètes dits « unanimistes ». Il a laissé une œuvre poétique sensible (publiée entre autres par Gallimard) et quelques pièces de théâtre. Son Chant de midi inspira à Albert Doyen une œuvre chorale avec orgue et orchestre qui fut créée en 1919 à l'occasion des premières Fêtes du Peuple.
Mobilisé en 1914, resté simple soldat puis infirmier, il tire de son expérience du front une haine de la guerre qui explique ses engagements ultérieurs. Critique et collaborateur de revues, telles L'Effort libre, Les Hommes du jour, il participe à la création du mouvement Clarté en 1919. Il en est le secrétaire. Mais plus proche de Romain Rolland que de Barbusse, il en démissionne en juin 1919. En juillet de cette même année, il entre à la rédaction de L'Humanité, où Jules Romains tient alors une chronique littéraire. Il reste dans ce journal jusqu'à la fin de l'année 1923, y livrant des critiques littéraires et musicales. Non adhérent au Parti communiste, il quitte ce journal pour Le Quotidien, principale voix du Cartel des gauches.
Selon le critique Christian Sénéchal, « Georges Chennevière a eu la nostalgie de ce qui triomphe de la fuite implacable du temps, et il l'a dite en des poèmes en vers ou en prose d'une émotion contenue. Mais il ne semble jamais avoir pu croire à une survie personnelle et s'il s'est refusé à ne voir que la « beauté qui (me) cache, en dansant, les abîmes », il a découvert la réalité essentielle dans l'amour, qui flotte au-dessus de tout, avec tendresse « comme l'exhalaison des rivières, le soir ». La foi dans la communauté humaine triomphe ainsi de l'angoisse de la mort. ».
Georges Chennevière est le père du poète André Chennevière, né en 1908, critique littéraire à L'Humanité de 1937 à 1939, tué par les Allemands lors de la Libération de Paris le 20 août 1944.

## Choix de publications

### Poésie
- Le Printemps, Eugène Figuière, 1910
- Appel au Monde, Fêtes du peuple, 1919
- Le Chant de Midi, fête pour la commémoration des morts, A. Leduc, 1919
- Poèmes, 1911-1918, La Maison des Amis du Livre, 1920
- La légende du Roi d'un Jour, NRF - Gallimard, 1927
- Œuvres poétiques, Gallimard, 1929
- Pamir, édition Sagesse, 1933
- Le Cycle des Fêtes, édition du Sablier, 1941

### Roman
- Le Tour de France, Gallimard, 1929 (4 premiers chapitres d'un roman inachevé)

### Théâtre
- Le Triomphe [Inédit, manuscrit perdu], drame en vers en 5 actes écrit entre 1910 et 1912
- L'impromptu de la Sainte-Cécile [Inédit, manuscrit perdu], farce en 12 scènes et un prolologue, écrite en 1925
- A.E.I.O.U., Paris, les Humbles, 1931 [publié avec Louf sous le titre Deux Farces Inédites]

### En collaboration avec Jules Romains
- Petit traité de versification, N.R.F., Gallimard, 1923

## Pour approfondir